# Oncidium longipes
O  Oncidium longipes   é uma espécie de orquídeas do gênero Oncidium, também chamado de dama dançante por causa do seu labelo que se assemelha a uma bailarina,  e com qualquer vento se move continuamente, é da subfamília Epidendroideae da família das Orquidáceas.

## Etimologia
O nome científico "longipes" é devido as folhas compridas características desta espécie.

## Habitat
Esta espécie é nativa do Brasil, da Argentina  e do Paraguai. Esta Orquídea cresce sobre árvores. Área de clima quente.

## Descrição
O Oncidium longipes é uma orquídea epífita com pseudobulbos cilíndricos achatados lateralmente de que saem apicalmente duas folhas coriáceas estreitas oblongo linguladas, em seu centro nascem duas hastes florais com numerosas e diminutas flores.
Possui um ramo floral paniculado. Flores com manchas de cor marrom alaranjado e labelo amarelo.

## Cultivo
Tem preferência por alta luminosidade ou com sombra moderada. Pode plantar no exterior como os Cymbidiums para estimular a floração. No  inverno, manter o substrato seco com poucas regas.
Florescem em Janeiro e Fevereiro em seu habitat.

## Sinônimos
- Oncidium janeirense Rchb.f. (1854)
- Oncidium oxyacanthosmum Rchb.f. ex Linden (1855)
- Oncidium longipes var. monophyllum Regel (1863)
- Oncidium biflorum Barb. Rodr. (1881)
- Oncidium hassleri Cogn. (1906)
- Oncidium monophyllum (Regel) Herter (1956)